# Kolonia-Kamień
Kolonia-Kamień (prononciation [kɔˈlɔɲa ˈkamjɛɲ]) est un village de la gmina de Łaziska du powiat d'Opole Lubelskie dans la voïvodie de Lublin, située dans l'est de la Pologne.
Le village possède approximativement une population de 60 habitants.

## Histoire
De 1975 à 1998, la ville est attachée administrativement à l'ancienne Lublin.

Depuis 1999, elle fait partie de la nouvelle voïvodie de Lublin.